# PPS影音
PPS影音，也称PPS网络电视、PPStream，是中国一個半免費网络视频平台。该平台创建于2006年1月，採用點對點（P2P）技術传输数据。可以免费申请会员，申請後可以觀看PPS影音額外指定的影片，這些影片是非會員無法观看的。申請會員後可升級至尊貴會員，但要收取一定的費用，升級之後可觀看普通會員和非會員無法觀看的影片。
与传统的流媒体相比，PPStream用了P2P技术，具有用户越多播放越稳定、支持数万人同时在线大规模访问等特点，可以用来在线看电视、电影。

## 公司简介
PPS网络电视创办于2006年1月，截至2012年2月止，約有600多名員工。
2005年6月，PPS在雷量、张洪禹两人的研发下，正式推出，9月原台灣ezPeer大陸總經理的PPStream總裁徐偉峰加入，正式进入商业运营并着手成立公司。2006年成立「上海眾源網絡公司」，總公司設於上海漕河涇開發區，於北京及廣州等處設有分公司，PPS已引進四輪的創投資金，2011年底香港商人李澤楷的電訊盈科也參股PPS，共投入2864萬美元，取得238.67萬股份，占PPS持股不到一成。目前市值約新台幣一百多億元。
2013年5月6日，百度以3.7億美元現金（約合22.77億元人民幣）收購了PPS视频业务，並擬於30日內完成將PPS與百度旗下视频網站愛奇藝網站的整合工作。

## 相关链接
- PPS主页（页面存档备份，存于）